# ヴィンツェンティ・コヴァルスキ
ヴィンツェンティ・コヴァルスキ（Wincenty Kowalski；1892年 - 1984年11月29日）は、ポーランドの軍人。准将。ワルシャワ出身。
ポーランド民族運動に積極的に参加し、1910年代初めにベルギーに移民した。第一次世界大戦勃発と共に、オーストリア＝ハンガリー帝国軍のポーランド軍団に入隊した。
ポーランド独立後、ポーランド・ソビエト戦争に従軍し、リヴォフの戦いで功績を上げる。両大戦間、陸軍監察官、モドリン守備隊司令等を歴任する。
1939年、第1歩兵師団を指揮する。ドイツ軍のポーランド侵攻後、1939年9月3日、第1師団に基づき編成された「ヴィシュクフ」作戦群司令官となった。ヴィシュクフ作戦群は、「モドリン」軍及び「ナレフ」作戦群と共に東プロシアからのドイツ軍の攻勢を防衛した。ヴィシュコフ作戦群はタルナヴァトカで包囲され、コヴァルスキは捕虜となった。
1945年、アメリカ軍により解放され、東部ポーランド軍に入隊した。東部ポーランド軍解散後、アメリカに移民し、ポーランド人移民組織の活動に参加した。1984年、イリノイ州リバー・フォレストで死去した。